# Atelopus pinangoi

El sapito verdirrojo de Piñango, Atelopus pinangoi, se encuentra En Peligro Crítico en Venezuela según la Unión Internacional para la Conservación de la Naturaleza (UICN) y el Libro Rojo de la Fauna Venezolana. Esta especie proviene de la familia bufonidae y es de género atelopus. Esta especie está incluida en la Lista Oficial de Animales en Peligro de Extinción bajo el Decreto N°1.486 que se registró en el Segundo Gobierno de Rafael Caldera.

## Nombres
1.Nombre científico: Atelopus pinangoi
Nombre comunes: sapito verdirrojo de Piñango, rana arlequín de Piñango, ranita de Piñango, green and red harlequin frog, Piñango harlequin frog.    

## Historia
Según los lugareños del pueblo de Piñango el sapito solía verse en los días lluviosos por las calles. En 1988 sólo se pudieron observar dos poblaciones en los bosques nublados cerca de la localidad. En el año 2008 fue el último avistamiento de la especie. El Atelopus pinangoi se ha clasificado en Peligro Crítico en el ámbito nacional e internacional por la Unión Internacional para la Conservación de la Naturaleza y el Libro Rojo de la Naturaleza Venezolana.

## Características
Esta ranita es pequeña de aspecto alargado con hocico proyectado. Su dorso está entre verdoso, pardo o verde amarillento con manchas pardas con forma de cruz. Tiene el vientre de color rojo sangre. Sus costados son oscuros y con tubérculos pronunciados. Existe una disformidad sexual, siendo la hembra de mayor tamaño, el macho mide entre 3,1 y 3,2 cm, su pareja entre 3,5 y 4,1 cm de longitud.

## Alimentación
El sapito verdirrojo es de hábitos terrestres y diurnos. Se encuentra en las quebradas y bosques nublados, cerca del pueblito Piñango, allí suelen alimentarse de insectos como moscas, mosquitos, grillos, lombrices.

## Reproducción
El atelopus pinangoi suele colocar sus huevos en hileras a lo largo del cauce del río, estas ristras posteriormente se convierten en renacuajos.

## Distribución
Esta especie es endémica de Los Andes venezolanos, específicamente de las tierras altas de la Sierra de la Culata en la cordillera de Mérida. Se avista en los alrededores del pueblito de Piñango. El sapito habita en bosques nublados a 2300 y 2920 metros de alto.

## Amenazas
Las amenazas de la declinación poblacional del anfibio son diversas entre ellas tenemos la infección causada por el hongo quítrido, deforestaciones masivas, alteración de su hábitat. Otras de las causas es el cambio climático generado por la destrucción de la masa forestal. En algunos sectores se perciben truchas que atentan con la repoblación del atelopus y evitan el desarrollo de los renacuajos.

## Conservación
Se han podido observar dos poblaciones de la especie en los remanentes boscosos que están fuera del área protegida del parque nacional Sierra de La Culata, estos individuos no han podido ser estudiados por el existente vacío legal para su protección. Se pretenden desarrollar estudios para evaluar la calidad del hábitat tanto terrestre como acuático, planes para crías en cautiverio y repoblación. En la actualidad la Oficina Nacional de Diversidad Biológica y Provita están trabajando para definir criterios y seguir elaborando los libros oficiales de especies amenazadas que se encuentran en el país.

## Curiosidades
El Sapito Verdirrojo de Piñango fue incluido en la Lista Oficial de Animales en Peligro de Extinción bajo el Decreto N° 1.486 dictado el 11 de septiembre de 1996 durante el segundo gobierno de Rafael Caldera.